# Фуор
Фуоры — редкий тип нестационарных звёзд, находящихся на ранней стадии звёздной эволюции; назван по звезде FU Ориона (FU Ori). Блеск этой звезды в течение полугода (в 1936—1937 гг.) возрос от 16m до 10m и в последующие 40 лет ослабел всего лишь на 1,5m. Сейчас по распределению энергии в оптическом диапазоне FU Ориона близка к звезде спектрального класса F — G повышенной светимости, но состояние её до вспышки осталось неизвестным. 

В 1969—1970 гг. была зарегистрирована сходная вспышка звезды V1057 Лебедя, но на этот раз было установлено, что до вспышки она была переменной звездой типа Т Тельца.

## Описание
Фуоры имеют спектр, свойственный сверхгигантам спектральных классов F и G, при этом являясь относительно маломассивными звёздами, окружёнными пылью и туманностями. К фуорам относят четыре или пять объектов, которых объединяет медленный — от года до 30 лет — подъём блеска на 4-6m, спектрального класса A-F высокой светимости в максимуме и F-G — после максимума, чрезвычайно медленное ослабление блеска после максимума, сильное инфракрасное излучение, значительное обилие лития в атмосфере и явная связь с компактными отражательными туманностями. В наиболее изученном фуоре — звезде V1057 Лебедя — после максимума светимости происходил сброс неоднородной оболочки; затухание этого фуора происходит в несколько раз быстрее, чем FU Ориона; спектр V1057 Лебедя не удаётся однозначным образом отождествить со спектром какой-либо постоянной звезды. У V1057 Лебедя одновременно с ослаблением видимого блеска происходит затухание инфракрасного и мазерного излучений.
Физический смысл вспышек фуоров ещё не выяснен, неясно также, происходит ли такая вспышка один раз в течение всей эволюции звезды, или это повторяющееся явление. По-видимому, вспышки фуоров связаны со структурной перестройкой звёзд на одном из ранних этапов развития. В настоящее время модель фуоров предполагает аккрецирование массы из протопланетного диска на маломассивную звезду типа Т Тельца. Аккреция вещества происходит со скоростью примерно 10−4 солнечной массы в год. Период такой аккреции с высоким темпом и высокой светимостью очень короткий: порядка нескольких десятилетий. Возможно, что звезда переживает 10-20 подобных вспышек, прежде чем перейдёт на главную последовательность.